# Kettenhausen

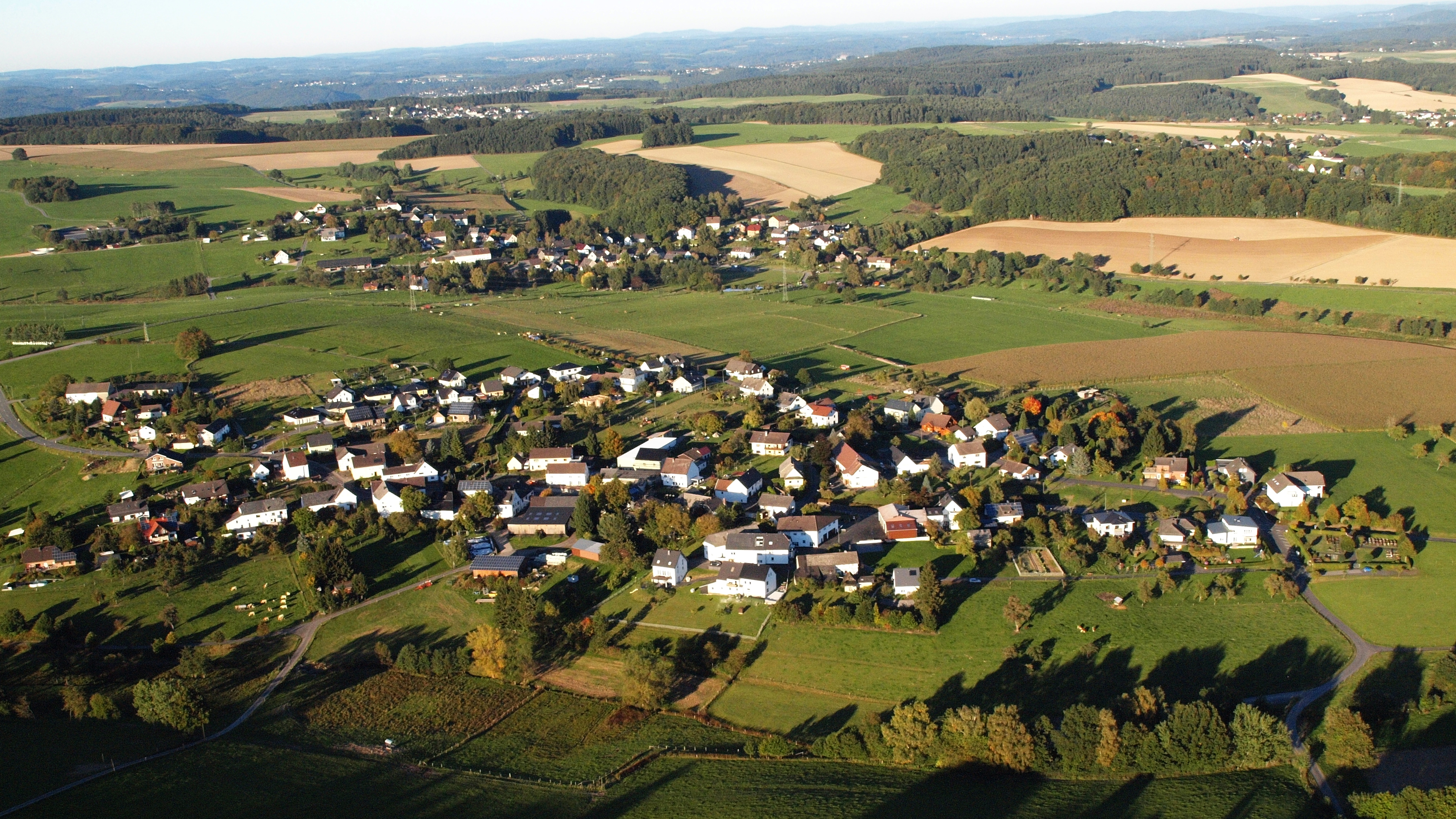
Kettenhausen, Luftaufnahme (2015)

Kettenhausen (mundartlich: Kerressen) ist eine Ortsgemeinde im Landkreis Altenkirchen (Westerwald) in Rheinland-Pfalz. Sie gehört der Verbandsgemeinde Altenkirchen-Flammersfeld an.

## Geographie

### Geographische Lage
Kettenhausen liegt etwa zwei Kilometer nördlich von Altenkirchen, mit dem es durch die Landesstraße 267, die von Altenkirchen nach Au (Sieg) und weiter nach Waldbröl führt, verbunden ist.
Die Ortsgemeinde Kettenhausen mit ihren rund 80 Häusern und 300 Einwohnern (Stand 31. Dezember 2020) liegt am Südhang des Beulskopfes, rund drei Kilometer von diesem entfernt. Kettenhausen ist eine geschlossene Siedlung, lediglich ein Wohnhaus im Bereich der ehemaligen Grube Hoffnungsthal liegt 1 km südlich der Ortslage. Das Gemeindegebiet grenzt an die Ortsgemeinden Helmenzen, Wölmersen, Heupelzen und Busenhausen sowie an die Gemarkung Dieperzen (Ortsteil Honneroth) der Stadt Altenkirchen.
Der Ort liegt etwa 265 m ü. NN. Der tiefste Punkt im Gemeindegebiet befindet sich im Driescheider Bachtal im Bereich der ehemaligen Grube Hoffnungsthal bei 230 m. Eine Höhe von 300 m ü. NN wird auf dem bewaldeten Höhenrücken westlich des Dorfes erreicht. Nur wenige Meter niedriger (ca. 290 m) liegt die Landesstraße 267 an der Gemarkungsgrenze nach Heupelzen.

### Klima
Die Landschaft um Altenkirchen (Westerwald) hat „kontinentales Berglandklima“. Die mittlere Lufttemperatur liegt bei 8 °C, die mittlere Jahresniederschlagsmenge bei 900 mm. Das Klima ist deutlich rauer als am Rhein oder im Rhein-Main-Gebiet, im Mittel etwa 3° kälter.

## Geschichte
Die erste schriftliche Erwähnung Kettenhausens stammt aus den Urkunden des Klosters Marienstatt. Am 25. Januar 1359 bekunden die Vogtschöffen zu Altenkirchen (Aldenkirgen) Rorich von Kettenhausen (Kedinhausen) und Rokil von Ölsen (Udilshausen) mit dem Vogtschultheiß Lutz von Mehren einen Vertrag über eine Erbschaft in Müschenbach.
In Altenkirchen gab es damals ein Vogtgericht, das für die zivilrechtlichen Sachen, wie Erbschaft und Beschwerden, zuständig war. Es war das Stadtgericht von Altenkirchen, das seit 1314 Stadtrechte besaß. Zuständig war es in diesem Fall, weil die ursprünglichen Besitzer des Erbes, Scholer und dessen Bruder Tepillere, in Altenkirchen wohnten. Den Vorsitz hatte der Vogtschultheiß, der mit den Vogtschöffen die Urteile sprach oder auch, wie in diesem Fall, die Richtigkeit einer Urkunde bezeugte. Besiegelt wurde die genannte Urkunde mit dem Stadtsiegel von Altenkirchen. Rorich von Kettenhausen hatte also schon eine gehobenere Stellung. Die Schöffen sollten eigentlich gewählt werden, wurden jedoch auch häufig ernannt. Das Amt blieb oft über Generationen in der Familie.
Mitte des 18. Jahrhunderts fielen die Rechte an den örtlichen Wäldern vom damaligen Inhaber, dem Grafen von Sayn-Altenkirchen, an eine örtliche Waldinteressentenschaft.
Bis 1881 wurde in der Grube Hoffnungsthal Blei- und Eisenerz gefördert.
Bevölkerungsentwicklung
Die Entwicklung der Einwohnerzahl von Kettenhausen, die Werte von 1871 bis 1987 beruhen auf Volkszählungen:
| Jahr | Einwohner |
| ---- | --------- |
| 1815 | 75        |
| 1835 | 109       |
| 1871 | 148       |
| 1905 | 171       |
| 1939 | 164       |
| 1950 | 162       |

| Jahr | Einwohner |
| ---- | --------- |
| 1961 | 164       |
| 1970 | 144       |
| 1987 | 153       |
| 1997 | 280       |
| 2005 | 253       |
| 2023 | 313       |

## Politik

### Gemeinderat
Der Gemeinderat in Kettenhausen besteht aus acht Ratsmitgliedern, die bei der Kommunalwahl am 9. Juni 2024 in einer Mehrheitswahl gewählt wurden, und dem ehrenamtlichen Ortsbürgermeister als Vorsitzendem. Bis zur Wahl 2019 waren es sechs Ratsmitglieder.

### Bürgermeister
Klaus Schmidt wurde am 26. August 2024 Ortsbürgermeister von Kettenhausen. Bei der Direktwahl am 9. Juni 2024 war er mit einem Stimmenanteil von 90,8 % für fünf Jahre gewählt worden.
Sein Vorgänger Uwe Krauskopf hatte das Amt seit 2001 ausgeübt und kandidierte bei der Wahl 2024 nicht erneut.

### Wappen
| Wappen von Kettenhausen | Blasonierung: „Unter silberem Schildhaupt, darin schwarze Kette, gespalten durch eine eingeschweifte goldene Spitze, darin Schwarz gekreuzte Hammer und Schlägel, vorn in Rot ein goldener, blaugezungt und -bewerter leopardierter Löwe, hinten in Grün drei goldene Ähren.“ |
| Wappen von Kettenhausen | Wappenbegründung: Der Saynische Löwe steht für die Zugehörigkeit zur früheren Grafschaft Sayn und zur Verbandsgemeinde und dem Kreis Altenkirchen, die ebenfalls den Löwen im Wappen tragen; die Ähren in grünem Feld weisen auf die hohe Bedeutung hin die Land- und Forstwirtschaft in der Ortsgemeinde Kettenhausen haben; das Bergwerksymbol Hammer und Schlägel steht für die ehemalige „Bleierzgrube Hoffnungsthal“ im Süden der Gemarkung. |

## Wirtschaft
Kettenhausen ist vorwiegend landwirtschaftlich geprägt, zusätzlich bietet die Firma ASF Schmidt Fahrzeuge weitere Arbeitsplätze.

### Landwirtschaft
Die Gemarkung Kettenhausen hat die Größe von 168 ha, von denen ca. 35 ha bewaldet sind (Stand 2010)
Etwa 2/3 der Gemeindefläche werden landwirtschaftlich genutzt. Im südlichen Teil der Gemarkung steht der Ackerbau im Vordergrund, während im übrigen Gebiet Weidenutzung vorherrscht. Die Ackerlagen im Gemeindegebiet verfügen über eine Ertragsmesszahl von 50, womit sie zu den besten Böden im Gebiet der Verbandsgemeinde gehören. Diese gute bis sehr gute Bodenqualität und die sich daraus ergebenden guten landwirtschaftlichen Produktionsbedingungen führen dazu, dass der Ortsgemeinde Kettenhausen im Regionalen Raumordnungsplan Mittelrhein-Westerwald (ROP) die besondere Funktion Landwirtschaft zugewiesen ist.
Ein vor ca. 10 Jahren durchgeführtes Bodenordnungsverfahren in der Feldlage hat die Nutzung der landwirtschaftlichen Flächen weiter verbessert.

## Kultur
- Liste der Kulturdenkmäler in Kettenhausen